# EC 002
Erg Chech 002（EC 002）是在阿爾及利亞撒哈拉沙漠Erg Chech地區發現的古代安山岩隕石。它被認為是一塊無球粒隕石原行星的碎片，已有超過45.66億年的歷史，被認為是地球上已知最古老的火山岩。

## 外部連結
- Erg Chech 002 （页面存档备份，存于） at the Meteoritical Bulletin Database